# 1,3-环己二烯
1,3-环己二烯是一种无芳香性，很容易燃烧的环烯烃，常温下为无色澄清液体。它的折射率为1.475（20 °C，D）。
它在转移氢化反应中用作氢供体，因为它转化为苯和氢气实际上是放热的（气相中大约为20 kJ/mol，通过它的氢化热推算)。

尽管它显然比苯不稳定，但1,3-环己二烯结构出现在几种天然产物中，例如α-松油。
与1,4-环己二烯相比，1,3-环己二烯能量高出1.6 kJ/mol而不稳定，因为不利于电子的分配。